# Félix Malloum
Félix Malloum (arabisch فليكس معلوم, DMG Filīks Mʿalūm, * 13. September 1932 in Sarh; † 12. Juni 2009 in Paris) war von 1975 bis 1979 Staatspräsident des Tschad.

## Soldat
Der aus einer christlichen Familie im Süden des Tschad stammende Malloum schlug eine militärische Laufbahn ein und erreichte den Rang eines Obersten. 1971 ernannte ihn der damalige Präsident François Tombalbaye zum Stabschef der Armee. 1973 wurde er der Verschwörung gegen den Präsidenten beschuldigt und inhaftiert. Malloum war fortan ein Gegenspieler des Präsidenten.

## Präsident
Beim Staatsstreich im Tschad am 13. April 1975 wurde Präsident Tombalbaye von Soldaten ermordet und Malloum, nunmehr General, zwei Tage später als neuer Präsident eingesetzt. Er bildete eine neue Regierung, der neben Militärs auch Zivilisten angehörten. Er versprach eine Politik der Versöhnung, konnte den seit Jahren tobenden Bürgerkrieg aber vorerst nicht beenden. Unter Malloum verbesserten sich zunächst die Beziehungen zu Libyen, während das Verhältnis zu Frankreich abkühlte. Im Lauf des Jahres 1976 näherte sich Malloum unter dem Druck der von Libyen unterstützten Rebellen im Norden Frankreichs wieder an. Am 31. März 1977 scheiterte eine Rebellion von Teilen der Armee gegen Malloum.
1978 schloss er einen Friedensvertrag mit dem Führer der Forces Armées du Nord, einer Abspaltung der FROLINAT-Rebellen, Hissène Habré. Habré wurde zum Premierminister ernannt, weigerte sich aber, seine Truppen zu entwaffnen bzw. sie in die Armee der Zentralregierung zu integrieren. Der daraufhin wieder aufflammende Bürgerkrieg konnte 1979 unter Vermittlung mehrerer afrikanischer Staaten durch einen neuen Friedensvertrag beendet werden. Malloums Regierung hatte zwischenzeitlich die Kontrolle über einen Großteil des Landes verloren und konnte sich nur noch in einem kleinen Gebiet im Süden behaupten.
Am 19. März 1979 trat Malloum zurück und übergab das Präsidentenamt an Goukouni Oueddei.

## Exil und Heimkehr
Malloum ging nach Nigeria ins Exil, während der Bürgerkrieg in seiner Heimat wenig später wieder aufflammte.
Nach 23 Jahren im Exil kehrte er am 31. Mai 2002 nach N’Djamena zurück und wurde von Regierungsvertretern freundlich empfangen. Präsident Idriss Déby hatte ihn im März zum Divisionsgeneral befördert. Malloum wurden alle Vergünstigungen eines ehemaligen Präsidenten zuerkannt.